# Vinosady
Vinosady és un poble i municipi d'Eslovàquia que es troba a la regió de Bratislava, a l'extrem occidental del país, prop de la frontera amb Àustria.

## Demografia
| Godina             | 1994 | 2004    | 2014    | 2024    |
| ------------------ | ---- | ------- | ------- | ------- |
| Nombre de persones | 842  | 1049    | 1276    | 1657    |
| Diferència         |      | +24,58% | +21,63% | +29,85% |

| Godina             | 2023 | 2024   |
| ------------------ | ---- | ------ |
| Nombre de persones | 1624 | 1657   |
| Diferència         |      | +2,03% |